# Vrigne-Meuse
Vrigne-Meuse település Franciaországban, Ardennes megyében. Lakosainak száma 332 fő (2022. január 1.). Vrigne-Meuse Dom-le-Mesnil, Donchery, Nouvion-sur-Meuse, Villers-sur-Bar, Vivier-au-Court és Vrigne aux Bois községekkel határos.

## Népesség
A település népessége az elmúlt években az alábbi módon változott:
| Lakosok száma | 178  | 207  | 187  | 216  | 286  | 297  | 300  | 319  | 329  | 332  |
|               | 1968 | 1982 | 1990 | 2006 | 2013 | 2015 | 2017 | 2019 | 2020 | 2022 |